# Elatophilus minutus
Elatophilus minutus är en insektsart som beskrevs av Kelton 1976. Elatophilus minutus ingår i släktet Elatophilus och familjen näbbskinnbaggar. Inga underarter finns listade i Catalogue of Life.